# Кокосово млеко
Кокосово млеко је течност која се добија из рендане пулпе зрелог кокоса. Непрозирност и богат укус кокосовог млека су због високог садржаја уља, од којих је већина засићена маст. Кокосово млеко је традиционални састојак хране који се користи у Југоисточној и јужној Азији, на Карибима и на северу Јужне Америке.
Кокосово млеко се дели на подврсте на основу садржаја масти. Могу се генерализовати у кокосову крему (или густо кокосово млеко) са највећом количином масти; кокосово млеко (или ретко кокосово млеко) са максимално око 20% масти; и кокосово обрано млеко са занемарљивом количином масти. Ова терминологија се не поштује увек у комерцијалном кокосовом млеку који се продаје у западним земљама.
Кокосово млеко се такође може користити за производњу замена за млеко (диференциране као „напици од кокосовог млека“). Ови производи нису исти као обични производи од кокосовог млека који су намењени за кување, а не за пиће. Заслађени, прерађени производ од кокосовог млека из Порторика познат је и као крема од кокоса. Користи се у многим десертима и пићима попут пиња коладе, мада је не треба мешати са кокосовом кремом.

## Дефиниција
Кокосово млеко се разликује од кокосове воде по томе што је гушће и има млечнији изглед. За разлику од кокосове воде, која је течност се налази директно у кокосу, кокосово млеко је резултат дробљења кокосове пулпе.

## Припремање
Кокосово млеко се традиционално прави млевењем белог унутрашњег меса браон кокоса и мешањем рендане кокосове пулпе са малом количином воде како би се суспендовала маст која се налази у пулпи. Рендање се може обавити ручно или уз помоћ машине.
Кокосово млеко има садржај масти до 24%, у зависности од нивоа масти кокосове пулпе и количине додате воде. Постоје две врсте кокосовог млека: густо и ретко. Густо кокосово млеко обично садржи 20-22% масти док ретко млеко обично садржи 5-7% масти. Густо се припрема директним цеђењем нарендане кокосове пулпе кроз газу. Ретко млеко се производи натапањем нарендане кокосове пулпе у воду и даљим цеђењем пулпе док се не створи ретка течност. Густо млеко садржи растворене чврсте материје, што га чини добрим састојком за дезерте и богате и суве сосеве. Због тога што ретко млеко не садржи ове материје, углавном се користи у обичном кувању. Разлика између густог и ретког млека се обично не прави у Западним земљама због тога што је свеже кокосово млеко неуобичајено у овим земљама и већина корисника купује кокосово млеко у картонским кутијама или лименкама.
Кад се остави да стоји у фрижидеру, од млека се одвоји кокосова крема. Да би се то избегло у комерцијалном кокосовом млеку, емулгатори и стабилизатори морају да се користе.

### Конзервирано кокосово млеко
Произвођачи конзервираног кокосовог млека обично комбинују разређено млеко и млеком у праху са додатком воде. У зависности од бренда и старости самог млека, гушћа конзистенција више налик пасти плута на врху конзерве и понекад се одваја и користи у рецептима које захтевају кокосову крему уместо млека. Неки брендови који се продају у Западним земљама додају средства за згушњавање или емулгаторе како би спречили млеко од раздвајања унутар конзерве.

## Кухиња

### Храна
Кокосово млеко се може користити и у сланим и у слатким јелима. У многим тропским и азијским кухињама, то је традиционалан састојак у карију и другим јелима, укључујући дезерте. Кокосов пиринач је пиринач куван у кокосовом млеку и конзумира се у Југоисточној Азији и на Карибима. ”Наси лемак” је малајска верзија кокосовог пиринча, док се исто јело у Индонезији назива ”наси удук”. Кокосово млеко се такође користи широм Азије за прављење традиционалног ”серабија”, палачинке у азијском стилу.
У Бразилу, кокосово млеко се углавном користи у североисточној кухињи, обично са плодовима мора и дезертима. У Колумбији и Панами, рендано месо кокоса и кокосово млеко се користе за прављење слатког титота. У Венецуели, јела са пулпом се припремају са кокосовим млеком и сецканом рибом у јелу које се зове „мохито ен коко”. Кокосово млеко се користи за припремање традиционалних венецуеланских јела као што су мајарете, типичан венецуелански дезерт, и арроз са кокосом, такође познат као кокосов пиринач.

### Пиће
У Југоисточној Азији, кокосово млеко се користи за прављење много традиционалних пића. Цендол је популарно ледено пиће из овог региона који садржи охлађено кокосово млеко и зелени желе од пиринчаног брашна. Кокосово млеко се такође користи и у топлим напицима, као што су бандрек и бајигур, два популарна индонежанска пића. Заслађено кокосово млеко и кокосово млеко разређено водом су два популарна кокосова пића на југу Кине и Тајвана.
Желаста пулпа из унутрашњости кокоса се често додаје кокосовој води да би се направило тропско пиће. У Бразилу, на пример, кокосово млеко се меша са цацхаца како би се направио коктел који се зове ”батида де цоцо”. Порто Рико је такође популаран за тропска пића која садрже кокос, попут ”пиња колада” и ”кокито”, који обично садрже кокосово млеко или кокосов крем.

## Нутриционистичка вредност
У порцији од 100 милилитара, кокосово млеко садржи 230 калорија и 68% је вода, 24% укупне масти, 6% угљених хидрата и 2% протеина. Састав масти садржи 21 грам засићених масти, од којих је половина лауринска киселина.
Кокосово млеко је богат извор(20% или више од дневне вредности, ДВ) мангана,(44% ДВ) и адекватан извор(10-19% ДВ) фосфора, гвожђа и магнезијума, без других хранљивих састојака у значајној мери.

## Утицај на здравље
Једна од најистакнутијих компоненти кокосовог млека је кокосово уље, које многе здравствене организације, као што су Управа за храну и лекове Сједињених Држава, Светска здравствена организација, Интернационални универзитет нутриције, Министарство здравља и људских услуга Сједињених Држава, Америчка организација за дијететику, Америчка организација срца, Британска Национална здравствена служба и канадски дијететичари одвраћају људе од конзумирања у великим количинама због високог нивоа засићених масти. Прекомерно конзумирање кокосовог млека такође може да подигне ниво холестерола у крви због количине лауринске киселине, засићена маст која доприноси повећану холестерола у крви повећањем нивоа липопротеинског холестерола високе густине.
Могући здравствени ризици који произилазе из прекомерне конзумације кокосове воде (састојка кокосовог млека) су превелике количине калијума у крви (хиперкалемија), индуковање акутне бубрежне инсуфицијенција, срчана аритмија, губитак свести и евентуално смрт.

## Хортикултура
Откривено је 1943. да кокосово млеко може активно да подстиче раст биљака. Иако постоје многи фактори који приписују кокосово млеко расту биљака, главни узрок је постојање цитокинина познатог као зеатин који се налази у кокосовом млеку. Док зеатин у кокосовом млеку убрзава раст биљака уопштено, не убрзава раст у одређеним биљкама као што су ротквице. Међутим, кад се 10% кокосовог млека дода супстрату у коме се узгаја пшеница, примећена су значајна побољшања.